# Джин, Глория
Глория Джин (англ. Gloria Jean, 14 апреля 1926, Буффало, Нью-Йорк — 31 августа 2018, Маунтин-Вью, Гавайи, США) — американская актриса и певица.

## Биография
Глория Джин Шуновер (Gloria Jean Schoonover) родилась в Буффало, штат Нью-Йорк, в семье Фермана и Элеоноры Шуновер. Её предки была пенсильванскими немцами С юных лет Джин увлекалась пением, впервые выступив с музыкальным номером на радио в возрасте трёх лет. В дальнейшем она пела на радио с оркестром Пола Уайтмена, а также выступала с небольшой нью-йоркской оперной труппой..
В 1938 году благодаря её педагогу по вокалу Лии Рассел она попала на прослушивание к продюсеру студии «Universal Pictures» Джо Пастернаку, которое успешно прошла. Спустя год Глория Джин дебютировала на большом экране в главной роли в музыкальной комедии «Младший щенок», который имел успех в прокате. Далее последовали яркие роли в таких фильмах, как «Маленький кусочек рая» (1940), «Если бы я мог поступить по-своему» (1940), «Не давай молокососу передышки» (1941) и «Судьба» (1944), благодаря которым она быстро стала одной из самых популярных актрис-подросток в стране.
В конце 1944 года контракт Джин с «Universal Pictures» был завершён, и агент актрисы убедил её не продлевать его дальше. Это он обосновал тем, что актрисе необходимо пару лет, чтобы выглядеть более взрослой для получения серьёзных ролей, вместо подростковых. Покинув студию, она отправилась в концертное турне по США и Европе. После возвращения в Голливуд, Джин так и не смогла добиться былого успеха, появившись впоследствии в таких фильмах как «Копакабана» (1947) и «Старомодная девушка» (1949).
С началом 1950-х годов актриса довольствовалась только небольшими ролями на телевидении. В те же годы Глория Джин была нанята в один из ресторанов в Студио-Сити, Калифорния, где в её обязанности входили встреча и рассадка гостей за ужином. В прессе тут же стали появляться сочувствующие статьи об актрисе, которая после былой голливудской славы теперь работает в ресторанном бизнесе. Джерри Льюис, узнав об этом, пригласил актрису на роль в своей музыкальной комедии «Дамский угодник», которая стала её последней работой в кино.
В 1962 году Джин вышла замуж за актёра Франко Челлини, от которого родила сына Анджело. Их брак завершился разводом в 1966 году. В 1965 году она получила работу администратора в компании «Redken Cosmetics», где работала до 1993 года. В 1991 году Фондом молодого актёра вручил ей почётную премию за достижения в актёрской карьере.
После выхода на пенсию Джин жила в Калифорнии со своей сестрой Бонни, после смерти которой в 2007 году она переехала к сыну на Гавайи. В последние годы жизни она с трудом передвигалась из-за полученных ранее травм после падения, а также имела ряд сердечных заболеваний. Глория Джин умерла от сердечной недостаточности и пневмонии 31 августа 2018 года в больнице недалеко от своего дома в Маунтин-Вью, Гавайи, в возрасте 92 лет.

## Награды
- Молодой актёр 1991 — «Почётная премия»